# Franchising (Sport)
Franchising im Sport ist eine Organisationsform von Sportwettkämpfen als gewerbliches Unternehmen. Der Kern des Modells ist die Lizenzierung von Marken zusammen mit der Teilnahme an einer Sportliga durch ein beherrschendes Unternehmen durch einen Franchising-Vertrag.
Sport-Franchising findet vor allem in den nordamerikanischen Sportligen statt. Teilnehmer der Liga sind die Lizenznehmer, bei denen es sich selbst um gewerbliche Unternehmen handelt. Es gibt weder Auf- noch Absteiger. Die Teams der Lizenzinhaber werden auf Englisch franchises genannt und können zusammen mit den Lizenzen ge- und verkauft werden, so dass die Teams Eigentümer, Standort, Name, Logo, Maskottchen und alle anderen Eigenschaften wechseln können.

## Strukturen
Profiligen in Nordamerika sind geschlossene Vereinigungen, die auf eine bestimmte Anzahl an Mannschaften beschränkt sind. Die Mannschaften werden als Franchises bezeichnet. Nur wenn alle bereits existierenden Teams einer Liga zustimmen, ein oder mehrere neue Teams aufzunehmen, können sich neue Mannschaften der Liga anschließen. Stimmen die Teams einer Aufstockung der Liga zu, können sich interessierte Investoren um den Aufbau eines neuen Franchise bewerben. Das neue Franchise wird, mit wenigen Ausnahmen, so angesiedelt, dass es ein geografisches Monopol in einer Region darstellt. Die Franchises gehören privaten Personen, zum Teil auch Unternehmen. Die Besitzer der Teams können das Franchise verkaufen oder in eine andere Stadt umsiedeln. Das ist meistens der Fall, wenn sich das Team bzw. der Standort als nicht profitabel erweist. Die National League im Baseball führte dieses System 1876 wegen der Instabilität der Vorgängerorganisation ein.
Obwohl die Teams unabhängige Organisationen sind, sind sie meistens Schöpfungen der Liga. Beispielsweise existierten nur einige wenige Teams der National Hockey League bereits, bevor sie Teil der NHL oder der ehemaligen Konkurrenzliga World Hockey Association wurden. Die restlichen Teams wurden als Expansion Teams ausschließlich für den Betrieb in der NHL gegründet oder durch die Fusion 1979 zwischen NHL und WHA übernommen.
Da die nordamerikanischen Profiteams eng an ihre Liga gebunden sind, bestreiten sie fast nie Spiele gegen Mannschaften anderer Ligen. Die besten Teams einer Saison qualifizieren sich für die Playoffs und der Gewinner der Playoffs ist der Meister. Die Ligen haben ihr eigenes Regelwerk und bestimmen, unter welchen Bedingungen Spieler einem Team beitreten und wie sie zu einem anderen Team wechseln können.
Major League Baseball hat ein „Minor League System“, wodurch die Mannschaften junge Talente ausbilden können. Die Spieler sollen in einer unteren Spielklasse Erfahrung sammeln. Obwohl die meisten Teams der Minor League Baseball unabhängige Teams sind, hat jedes Team einen Vertrag mit einer Mannschaft der höchsten Spielklasse, damit junge Spieler, die von den Major-League-Teams bezahlt werden, in der unterklassigen Liga zum Einsatz kommen. Ein Team der Minor League Baseball kann allerdings nicht in die Major League Baseball aufsteigen. Das System im nordamerikanischen Eishockey funktioniert ähnlich. Die NHL-Teams kooperieren mit Teams der unterklassigen American Hockey League und ECHL. Dort können sie junge oder verletzte Spieler „abstellen“, die Spielpraxis sammeln sollen. Die National Basketball Association hat hingegen eine eigene Liga, die unter dem Dach der Topliga spielt, die NBA Development League, auch in sie können die NBA-Teams junge Spieler abstellen, damit diese Erfahrung sammeln. Kein „Minor-League-System“ haben die National Football League und die Major League Soccer. Allerdings bestehen auch in diesen Sportarten bilaterale Abkommen zwischen den Franchises und Teams unterklassiger Ligen.
Das beschriebene Ligasystem wurde im Baseball in den 1870er Jahren eingeführt und von anderen nordamerikanischen Sportligen mit der Zeit übernommen.
Die Teams einer auf Franchising aufgebauten Liga können nicht absteigen. Demnach spielen immer die gleichen Teams in der Liga, außer die Liga wird um ein oder mehrere Teams aufgestockt. Damit trotzdem eine gewisse Ausgeglichenheit in der Liga bestehen bleibt und nicht ein Team über lange Zeit dominiert, gibt es Regeln, die schlechtere Teams bevorteilen. So erhält beispielsweise das schlechteste Team einer Saison in der NFL das Recht in der Talentziehung, der NFL Draft, den ersten Spieler und damit möglicherweise auch das größte Talent auszuwählen. Außerdem versucht die NHL, durch bestimmte Regeln finanziell benachteiligte Teams zu unterstützen. Dazu gehört auch das NHL Collective Bargaining Agreement.
Seltener werden Ligen als single-entity organisiert. Dabei gehören die Mannschaften der Ligagesellschaft und werden von dieser zentral wirtschaftlich geführt. Beispiel hierfür ist die American-Football-Liga XFL. Teilweise starten Ligen auch als single-entity und geben die Mannschaften später an Investoren ab bzw. nehmen investorengeführte Mannschaften aus anderen Ligen auf. Beispiel hierfür ist die National Women’s Hockey League (NWHL).

## Ansiedelung eines Franchises

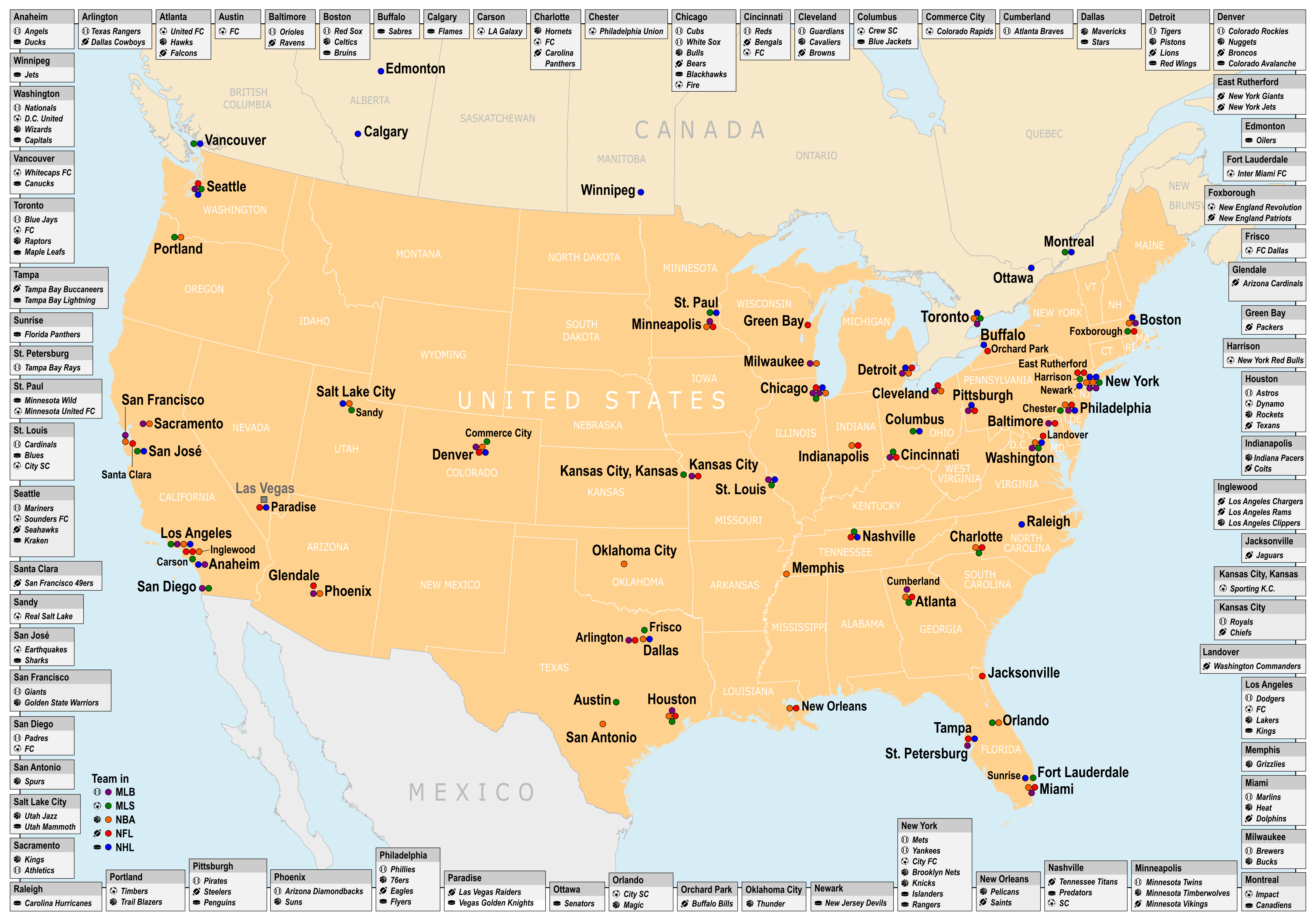
Franchises der MLB, MLS, NBA, NFL oder NHL in den USA und Kanada, 2018

Die vier großen Sportligen in Nordamerika, National Football League (NFL), National Basketball Association (NBA), National Hockey League (NHL) und Major League Baseball (MLB) neigen dazu, ihre Franchises fast ausschließlich in stark bevölkerten Regionen und den größten Städten anzusiedeln. Gleiches gilt für die Major League Soccer (MLS). Fast alle Franchises befinden sich in Großstädten und Metropolregionen mit einer Bevölkerung von mindestens einer Million Menschen. In Gebieten mit mehr als zwei Millionen Menschen, wie New York City, Los Angeles und Chicago, existieren in der Stadt und der Umgebung mindestens ein, zum Teil zwei Franchises je Sportart.
In der NFL gab es in neuerer Zeit zwei große Ausnahmen. Kein Team der höchsten Spielklasse im American Football war von 1995 bis 2016 in Los Angeles oder der näheren Umgebung beheimatet, was sich erst mit der Rückkehr der Rams zur Saison 2016 änderte. Dafür haben es die Green Bay Packers geschafft, sich in einer Region mit weniger als 300.000 Einwohnern zu etablieren.
Ist ein Team einmal in einer Stadt oder Region angesiedelt, genießt es von Seiten seiner Liga exklusive Rechte. Beispielsweise hat es das Recht, in einem großen regionalen Fernsehmarkt keine Konkurrenz zu haben. Das führt dazu, dass nicht ohne weiteres ein neues Franchise der Liga in der näheren Umgebung eröffnet werden kann. Meistens muss das neue Franchise Entschädigungen an das etablierte Team zahlen. So musste das NHL-Team Anaheim Ducks bei seiner Gründung 1992 etwa 25 Millionen US-Dollar an die Los Angeles Kings zahlen, da es in ihrem Territorium angesiedelt wurde.
Das Franchise-System entwickelte sich in Nordamerika überwiegend vom Ende des 19. Jahrhunderts bis Mitte des 20. Jahrhunderts, als die Eisenbahn das Hauptverkehrsmittel auf längeren Strecken war. Aus diesem Grund waren alle Teams der großen Sportligen im nordöstlichen Viertel der USA angesiedelt, damit sich die Reisezeit zu einem Auswärtsspiel mit der Eisenbahn nicht länger als einen Tag hinzog. Es gab kein MLB-Team westlich von St. Louis. Die NFL konzentrierte sich auf das Gebiet um die großen Seen und den Nordosten der USA. Die NBA, die erst 1946 gegründet wurde, erstreckte sich von den Tri-Cities bis nach Boston. Die NHL hatte ihre sechs Teams an den großen Seen, im Nordosten der USA und im Osten von Kanada beheimatet.
Nach dem Zweiten Weltkrieg änderten sich die Transportmöglichkeiten und somit auch die Landkarte der großen Profiligen. Das erste Franchise, das es überhaupt im Westen gab, waren die Los Angeles Rams in der NFL, die 1946 von Cleveland an die Westküste zogen. Mit der All-America Football Conference gründete sich im selben Jahr eine neue American-Football-Liga, die aus acht Teams bestand, die quer in den USA verstreut waren. 1958 wurde das erste Baseball-Franchise im Westen geschaffen und 1960 zog die NBA nach, als die Minneapolis Lakers zu den Los Angeles Lakers wurden. Bis 1967 spielte die NHL weiter mit ihren sechs traditionellen Teams aus dem Nordosten, dann wurde die Liga um sechs Teams aufgestockt. Mit Ausnahme der Los Angeles Kings war in den 1960er und 1970er Jahren kein weiteres Franchise im Süden und im Westen der USA erfolgreich. So wurden die Franchises aus Oakland, Atlanta, Kansas City und Denver sämtlich in andere Regionen umgesiedelt. Von 1982 bis 1991 waren die Kings das einzige US-Franchise der NHL westlich von Minnesota und südlich von St. Louis.

## Kanadische Franchises
In der NHL spielten bis 1979 nur drei kanadische Teams, die Canadiens de Montréal, die Toronto Maple Leafs und die Vancouver Canucks. Alle drei Franchises liegen in relativ stark bevölkerten Gebieten und haben daher einen großen Markt zur Verfügung. Durch die Fusion mit der WHA 1979 kamen mit den Winnipeg Jets, Nordiques de Québec und Edmonton Oilers drei weitere kanadische Teams hinzu, deren Großstadtgebiete allerdings eine Bevölkerung von unter einer Million Menschen hatte. Dasselbe galt ebenfalls für die Calgary Flames, die 1980 aus Atlanta nach Kanada zogen, sowie für die Ottawa Senators, die 1992 gegründet wurden. Allerdings konnten fünf Teams doch in Konkurrenz zu den mit großen Märkten gesegneten Teams treten, da Eishockey in Kanada eine viel größere Bedeutung hat als in den USA. Dennoch expandierten Mitte der 1990er Jahre die Teams aus Winnipeg und Québec in größere Ballungsgebiete der USA. Die verbliebenen drei Teams mit kleineren Märkten profitierten im Laufe der Jahre vom Bevölkerungswachstum ihrer Regionen, sodass jede Mannschaft mittlerweile ein Einzugsgebiet von über einer Million Menschen hat. Calgary und Edmonton besitzen noch immer den kleinsten Fernsehmarkt der vier großen nordamerikanischen Sportligen NHL, NBA, MLB und NFL. 2011 kehrte die NHL nach Winnipeg zurück, sodass in der NHL seitdem sieben kanadische Franchises existieren.
Welche Bedeutung Eishockey für Kanada hat, ist daran zu erkennen, wie sich die anderen großen Ligen in Kanada behauptet haben.
Das erste kanadische Franchise der MLB waren die Montréal Expos, die 1969 den Spielbetrieb aufnahmen und als eines der unprofitabelsten Teams der nordamerikanischen Sportgeschichte galten, bis sie 2004 nach Washington umgesiedelt wurden. Besser machten es die Toronto Blue Jays, die 1977 den Spielbetrieb in der MLB aufnahmen und seit der Umsiedlung der Montréal Expos nach Washington das einzige kanadische Franchise in der MLB sind.
Die Basketballliga NBA eröffnete ihr erstes kanadisches Franchise 1946 unter dem Namen Toronto Huskies, das Team wurde aber schon nach einem Jahr wieder aufgelöst. Erst 1995 kehrte die NBA nach Kanada zurück und errichtete mit den Toronto Raptors und den Vancouver Grizzlies gleich zwei neue Franchises, von denen die Grizzlies allerdings bereits 2001 wieder in die USA nach Memphis zogen.
Die Footballliga NFL hat hingegen nie versucht, in den kanadischen Markt einzusteigen, da in Kanada mit Canadian Football eine Grid-Iron-Sportart existiert, die sich nur geringfügig vom American Football unterscheidet. Im Canadian Football gibt es eine Profiliga, die CFL. Sie besteht ausschließlich aus kanadischen Franchises.
In der MLS existieren mit den Vancouver Whitecaps, dem FC Toronto und Montreal Impact drei kanadische Franchises.

## Stabilität durch Franchising
Die vier großen Sportligen in Nordamerika sowie die MLS können eine große Stabilität bei ihren Franchises vorweisen. Seit Jahrzehnten musste kein Franchise mehr aufgelöst werden, allerdings werden manche Franchises jährlich durch die Besitzer anderer Franchises mit Millionenbeträgen gestützt. Zudem wurde in jeder Liga zwischen 1990 und 2005 mindestens ein Franchise umgesiedelt.
Das letzte Franchise der vier großen amerikanischen Sportligen, das den Betrieb einstellte, waren die Arizona Coyotes in der NHL im Jahre 2024, nachdem keine Spielstätte zur Verfügung stand. 
Die letzte Franchise, die aufgelöst wurde, waren die Cleveland Barons in der NHL im Jahre 1978. In der NBA stellten zuletzt 1954 die Baltimore Bullets den Spielbetrieb ein. Die NFL musste 1952 mit den Dallas Texans ein Franchise terminieren, in der MLB fand die letzte Auflösung von Teams im Jahr 1999 statt. In der erst 1996 gegründeten MLS wurden bislang die Miami Fusion, die Tampa Bay Mutiny (beide 2001) und der CD Chivas USA (2014) aufgelöst.
Anders sieht es in den unterklassigen Sportligen aus. In den meisten werden fast jedes Jahr Teams aufgelöst oder zumindest umgesiedelt.

## Vergleich Europa – Nordamerika
In jeder nordamerikanischen Sportart gibt es eine Spitzenliga, wie die NHL im Eishockey oder die NFL im American Football. In Europa sieht es mit den Fußballligen ähnlich aus. Deutschlands höchste Spielklasse ist die Bundesliga, in England gibt es die Premier League. Sowohl in Nordamerika als auch in Europa gibt es unterklassige Ligen. Der entscheidende Unterschied ist allerdings, dass in Nordamerika jede Liga eine eigene geschlossene Organisation ist, während in Europa die nationalen Ligen aufeinander aufbauen von der Kreisklasse über die Regionalliga bis hin zur Bundesliga. Im nordamerikanischen Eishockey kooperieren zwar die Teams der NHL mit den Teams der American Hockey League oder der ECHL, doch da alle geschlossene Organisationen sind, könnte nie eine Mannschaft der NHL in der AHL spielen. Teams der NHL können nie absteigen. Im deutschen Fußball hingegen kann eine Mannschaft aus der Kreisklasse bis in die Bundesliga aufsteigen, wie es der TSG 1899 Hoffenheim gelang oder auch RB Leipzig, der durch Kauf einer Oberliga-Startlizenz den Durchmarsch in die Bundesliga schaffte.
Auch bei den Strukturen der Teams gibt es deutliche Unterschiede. Im deutschen Fußball haben Vereine Mannschaften in verschiedenen Altersklassen, angefangen teilweise bereits bei Fünfjährigen bis hin zu den Erwachsenen. Die Fußballvereine können Spieler von der Kindheit an ausbilden und später im Erwachsenenbereich in die Profimannschaft integrieren. In Nordamerika ist dies nicht der Fall. Ein Verein der Eishockeyliga NHL besteht ausschließlich aus einer Mannschaft, und zwar der, die in der NHL auf das Eis geht. Nachwuchsteams haben die NHL-Mannschaften nicht. Es gibt zwar Juniorenmannschaften, die namentlich an NHL-Clubs anlehnen, wie in den 1990er Jahren die Detroit Junior Red Wings, die ihren Namen von den Profis der Detroit Red Wings entliehen haben, doch existierten beide Teams unabhängig voneinander. Im nordamerikanischen System gibt es ausschließlich reine Profimannschaften und reine Nachwuchsmannschaften. Die NHL-Teams erhalten, wie alle anderen großen Sportligen Nordamerikas, junge Spieler über eine Nachwuchsrekrutierung, die sogenannte Entry Draft.
Teilweise sind allerdings auch in Europa geschlossene Ligen üblich, insbesondere in kleineren Sportarten, in kleineren Ländern und bei länderübergreifenden Ligen. So ist zum Beispiel die ICE Hockey League die höchste österreichische Eishockeyliga, ein Aufstieg aus der zweithöchsten Liga, der Alps Hockey League ist jedoch nicht möglich. In beiden Ligen spielen Mannschaften anderer angrenzender Länder mit. Die European League of Football als American-Football-Liga funktioniert ganz nach dem nordamerikanischen Franchise-System.